# キャッツキル・マウンテン鉄道 (狭軌鉄道)
キャッツキル・マウンテン鉄道（キャッツキルマウンテンてつどう、英: Catskill Mountain Railway (CMRy)）は、かつてニューヨーク州グリーン郡のキャッツキルからパレンビルまでの延長25.31km (15.73mi)を走行していた、軌間914mm (3ft)の狭軌鉄道である。
1880年（明治13年）にキャッツキル・マウンテン鉄道（英: Catskill Mountain Railroad (CMRR)）として組織されており、1881年（明治14年）に建設が開始され、1882年（明治15年）に完成した。
大部分の鉄道とは異なり、CMRRは主に旅客を輸送する目的で建設され、季節運行を意図していた。
当路線を利用している大部分の人々は、ハドソン川に沿ったポイントから蒸気船にて移動してきた夏場の観光客であった。
彼らの最終的な目的地は、キャッツキル山地にある高地のホテルおよび下宿屋であった。
当鉄道が山頂の行楽地の近くに旅客をもたらす目的を果たしたが、キャッツキル急斜面（またマニトウの壁として知られている）の山肌が行く手を阻む難儀な時間の長い区間が残っていた。
1885年（明治18年）に、ブルーストーン、干し草および果物を運搬し、一年中運行を意図とする分岐線が、ニューヨーク州カイロに建設された。
同年には、CMRRはキャッツキル・マウンテン鉄道として再編成された。
主導者は、ハドソン川の海運業およびキャッツキル山地にあるホテルに興味があった。

## 競合
ストーニー・クローブ&キャッツキル・マウンテンおよびカエータースキル鉄道会社の形で競合がすぐに発生し、両方ともアルスター・アンド・デラウェア鉄道によって管理された。
これらの狭軌鉄道は、彼らの最終的な目的地の最も近くに旅客をもたらし、CMRR利用者の困難な区間旅行を省いていた。
競合に対抗するために、オーティス・エレベーティング鉄道が組織され、鋼索鉄道の建設にエリシャ・オーティスの息子の会社を雇った。
この鉄道は、1892年（明治25年）に完成した。
延長2,100m (7,000ft)であり、1時間の区間乗車において旅客を10分間に490m (1,600ft)引き上げていた。
頂上では、カエータースキル鉄道の終点に接続するために、1.6km (1mi)のトラックが敷設された。
オーティスからタナーズビルまで走行する、新しい鉄道であるキャッツキル・アンド・タナーズビル鉄道が建設されたことによって、1897年（明治30年）のカエータースキル鉄道の接続サービスはとても悪くなっていた。
この路線は、タナーズビルまで既存のカエータースキルの1つと平行していた。
急ピッチで建設され、路線は20度の急カーブおよび11km/h (7mph)の最大速度を有していた。
地元では、道の右側に沿って成長した果物のための「ハックルベリー」として、愛情を込めて知られていた。
1904年（明治37年）のオーティス再建中に、キャッツキルからタナーズビルまで運行する貨物列車を通じてC&Tが許可する、接続のためのスイッチが導入された。
オーティス上で必要な傾斜座席のため、旅客はまだ車両を乗り換えなければならなかった。
CMRRにとっての大きな利益は、エルマイラ・シェール・ブリック・カンパニーによる1888年（明治21年）の頁岩煉瓦の開発であった。
1898年（明治31年）には、キャッツキル・シェール・ブリック・カンパニーのためにカイロ分岐線上で採掘された原料は、貨物輸送の総トン数の95%から成っていた。
最終列車は、1918年（大正7年）に実施された。

## 機関車
| 番号        | 名称                     | 製造メーカー                                       | タイプ | 製造年 | ショップ番号 | 備考                                                         |
| ----------- | ------------------------ | -------------------------------------------------- | ------ | ------ | ------------ | ------------------------------------------------------------ |
| 1           | S. Sherwood Day          | ディックソン・マニュファクチュアリング・カンパニー | 4-4-0  | 1882   | 335          |                                                              |
| 2           | John T. Mann             | ディックソン・マニュファクチュアリング・カンパニー | 4-4-0  | 1882   | 336          |                                                              |
| 3           | Charles T. Van Santvoord | ディックソン・マニュファクチュアリング・カンパニー | 4-4-0  | 1885   | 522          | 1911年に引退。                                               |
| 4           | Charles L. Beach         | スケネクタディ・ロコモティブ・ワークス             | 4-4-0  | 1895   | 4333         | 1908年に焼ける。 ボイラーはNo.2が使用。                      |
| 4 （2代目） | Charles L. Beach         | ALCOスケネクタディ                                 | 4-4-0  | 1909   | 46645        | 1920年にオーク・グローブ・アンド・ジョージタウン鉄道へ売却。 |
| 5           | Alfred Van Santvoord     | ALCOロジャース                                     | 4-4-0  | 1912   | 51126        | 1920年にオーク・グローブ・アンド・ジョージタウン鉄道へ売却。 |

## 客車
| 番号 | 製造メーカー                 | タイプ   | 製造年 | 定員           | 備考                         |
| ---- | ---------------------------- | -------- | ------ | -------------- | ---------------------------- |
| 1    | ジャクソン・アンド・シャープ | 手荷物車 | 1882   | 12 トン        | 1920年にメキシコ国鉄へ売却。 |
| 2    | ジャクソン・アンド・シャープ | 手荷物車 | 1882   | 12 トン        | 1920年にメキシコ国鉄へ売却。 |
| 3    | ジャクソン・アンド・シャープ | 手荷物車 | 1882   | 12 トン        | 1920年にメキシコ国鉄へ売却。 |
| 4    | ジャクソン・アンド・シャープ | 手荷物車 | 1882   | 12 トン        | 1920年にメキシコ国鉄へ売却。 |
| 5    | ジャクソン・アンド・シャープ | 客車     | 1882   | 50 席          | 1920年にメキシコ国鉄へ売却。 |
| 6    | ジャクソン・アンド・シャープ | 客車     | 1882   | 44 席          | 1920年にメキシコ国鉄へ売却。 |
| 7    | ジャクソン・アンド・シャープ | 客車     | 1882   | 44 席          | 1920年にメキシコ国鉄へ売却。 |
| 8    | ジャクソン・アンド・シャープ | 客車     | 1882   | 44 席          | 1920年にメキシコ国鉄へ売却。 |
| 9    | ジャクソン・アンド・シャープ | 客車     | 1882   | 52 席          | 1920年にメキシコ国鉄へ売却。 |
| 10   | ジャクソン・アンド・シャープ | 客車     | 1882   | 52 席          | 1920年にメキシコ国鉄へ売却。 |
| 11   | ジャクソン・アンド・シャープ | 客車     | 1882   | 52 席          | 1920年にメキシコ国鉄へ売却。 |
| 12   | ジャクソン・アンド・シャープ | 遊覧車   | 1882   | 縦長のベンチ席 | 1920年にメキシコ国鉄へ売却。 |
| 13   | ジャクソン・アンド・シャープ | 遊覧車   | 1882   | 縦長のベンチ席 | 1920年にメキシコ国鉄へ売却。 |
| 14   | ジャクソン・アンド・シャープ | 遊覧車   | 1882   | 縦長のベンチ席 | 1920年にメキシコ国鉄へ売却。 |
| 15   | ジャクソン・アンド・シャープ | 客車     | 1893   | 46 席          | 1920年にメキシコ国鉄へ売却。 |
| 16   | ジャクソン・アンド・シャープ | 客車     | 1893   | 46 席          | 1920年にメキシコ国鉄へ売却。 |

## 貨車
| 番号 | 製造メーカー                 | タイプ | 製造年         | 収容量  | 備考                                                                                                 |
| ---- | ---------------------------- | ------ | -------------- | ------- | --- |
| 1    | ジャクソン・アンド・シャープ | 長物車 | 1882           | 12 トン | 長さ9.1 m (30 ft)。                                                                                  |
| 2    | ジャクソン・アンド・シャープ | 長物車 | 1882           | 12 トン | 長さ9.1 m (30 ft)。                                                                                  |
| 3    | ジャクソン・アンド・シャープ | 長物車 | 1882           | 12 トン | 長さ9.1 m (30 ft)。                                                                                  |
| 4    | ジャクソン・アンド・シャープ | 無蓋車 | 1882           | 12 トン | 長さ9.1 m (30 ft)。                                                                                  |
| 5    | ジャクソン・アンド・シャープ | 長物車 | 1882           | 12 トン | 長さ9.1 m (30 ft)。                                                                                  |
| 6    | ジャクソン・アンド・シャープ | 長物車 | 1882           | 12 トン | 長さ9.1 m (30 ft)。                                                                                  |
| 7    | ジャクソン・アンド・シャープ | 無蓋車 | 1882           | 12 トン | 長さ9.4 m (31 ft)。                                                                                  |
| 8    | ジャクソン・アンド・シャープ | 無蓋車 | 1882           | 12 トン | 長さ9.4 m (31 ft)。                                                                                  |
| 9    | ジャクソン・アンド・シャープ | 長物車 | 1882           | 12 トン | 長さ9.4 m (31 ft)。                                                                                  |
| 10   | ジャクソン・アンド・シャープ | 無蓋車 | 1882           | 12 トン | 長さ9.4 m (31 ft)。                                                                                  |
| 11   | ジャクソン・アンド・シャープ | 有蓋車 | 1882           | 12 トン | 長さ9.1 m (30 ft)。                                                                                  |
| 12   | ジャクソン・アンド・シャープ | 有蓋車 | 1882           | 12 トン | 鉄道によって7.3 m (24 ft)の車掌車に変わる。                                                          |
| 13   | ジャクソン・アンド・シャープ | 有蓋車 | 1893           | 12 トン | 長さ7.3 m (24 ft)。                                                                                  |
| 14   | ジャクソン・アンド・シャープ | 有蓋車 | 1893           | 12 トン | 長さ7.3 m (24 ft)。                                                                                  |
| 15   | キャッツキル・マウンテン鉄道 | 無蓋車 | 1906または1907 | 8 トン  | 長さ6.7 m (22 ft)。 オーティス鉄道およびキャッツキル・アンド・タナーズビル鉄道との交流のために製造。 |
| 16   | キャッツキル・マウンテン鉄道 | 無蓋車 | 1906または1907 | 8 トン  | 長さ6.7 m (22 ft)。 オーティス鉄道およびキャッツキル・アンド・タナーズビル鉄道との交流のために製造。 |
| 17   | キャッツキル・マウンテン鉄道 | 有蓋車 | 1908または1909 | 8 トン  | 長さ6.7 m (22 ft)。 オーティス鉄道およびキャッツキル・アンド・タナーズビル鉄道との交流のために製造。 |
| 18   | キャッツキル・マウンテン鉄道 | 有蓋車 | 1908または1909 | 8 トン  | 長さ6.7 m (22 ft)。 オーティス鉄道およびキャッツキル・アンド・タナーズビル鉄道との交流のために製造。 |